# Álvaro Gomes da Rocha Azevedo
Álvaro Gomes da Rocha Azevedo (Campanha, 26 de janeiro de 1864 — São Paulo, 30 de outubro de 1942) foi um advogado e político brasileiro.

## Formação
Nascido em Minas Gerais, veio para São Paulo com 14 anos, onde formou-se como advogado no Largo São Francisco em dezembro de 1888.

## Carreira como advogado e juiz
Republicano desde sempre, comemorou o advento do regime em Mococa, onde advogava nessa época. Na comarca de Mococa, foi intendente, Juiz Municipal, de Órfãos e de Direito. Também foi juiz substituto em Jundiaí, Juiz de Direito em Caconde.

## Atuação na capital paulista
Em 1893 Rocha Azevedo veio para São Paulo, onde foi vereador nas legislaturas de 1905, 1908, 1914, 1917 e 1920, sendo vice-presidente da Câmara Municipal de São Paulo nas últimas legislaturas.
Foi prefeito de São Paulo após Washington Luís renunciar ao cargo para se candidatar à presidência do estado de 16 de agosto de 1919 a 15 de janeiro de 1920.
Foi ainda secretário estadual da Fazenda durante o governo de Washington Luís. Tornou-se ministro do Tribunal de Contas do Estado de São Paulo, onde atuou como presidente de 1928 a 1930.
Colaborou na imprensa em vários jornais como "Revolução" e "Conspiração". Recebeu as honras de Comendador da Ordem de Leopoldo, da Bélgica, e a da Ordem do Sol Nascente, do Japão.

## Morte e legado
Morreu em São Paulo em 30 de outubro de 1942.
Dá nome à Alameda Ministro Rocha Azevedo, travessa da Avenida Paulista. O idealizador da Avenida Paulista, Joaquim Eugênio de Lima, era seu sogro. Rocha Azevedo morou com sua família em um dos primeiros casarões da avenida.